# 第3號鋼琴奏鳴曲 (布拉姆斯)
F小調第3號鋼琴奏鳴曲，作品5是約翰尼斯·布拉姆斯於1853年在杜塞尔多夫創作的作品，並於隔年出版，當時作曲家年僅20歲出頭。此曲獻給萊比錫的伯爵夫人。
這部奏鳴曲規模宏大且結構特殊，共包含五個樂章（而非傳統的三或四樂章）。在布拉姆斯創作此曲時，奏鳴曲體裁已被許多人視為過時。然而，深受貝多芬與古典風格影響的布拉姆斯，仍以自由的浪漫精神與嚴謹的古典結構完美融合的手法完成這部作品。此曲是他的三首鋼琴奏鳴曲中的最後一首，並於1853年11月呈示給羅伯特·舒曼（Robert Schumann）——這也是布拉姆斯最後一次向舒曼請益的作品，不久後舒曼便陷入嚴重的精神健康危機。

## 體裁
這首奏鳴曲包含五個樂章：
1. （f小調，結束於F大調）
2. （降A大調－降D大調）
3. （f小調－降D大調－f小調）
4. （降b小調）
5. （f小調，結束於F大調）

演奏時長通常介於30至40分鐘之間，具體取決於速度處理及是否反覆樂段。

## 分析

### 第一樂章
第一樂章以橫跨鋼琴幾乎整個音域的極強奏和弦開場。作為奏鳴曲式結構，主要由兩個音樂主題構成：
第一主題以f小調呈現，隨後插入簡短插段，其運用了與貝多芬《第5號交響曲》相同的C小調「命運動機」。
初始f小調主題再現後，第二主題以降A大調（關係大調）展開，但最終轉至降D大調收束。布拉姆斯在奏鳴曲第二樂章中亦沿用此調性布局。
呈示部反覆後進入發展部，作曲家將「命運動機」巧妙融入複雜的聲部發展。再現部開始時，樂曲跳過C小調插段，直接轉入F大調（平行大調）呈現第二主題，並以一段擴展尾奏作結。

### 第二樂章
布拉姆斯在樂譜起始處引用了化名「C.O. Sternau」的詩人Otto Inkermann的詩句：
| Der Abend dämmert, das Mondlicht scheint, da sind zwei Herzen in Liebe vereint und halten sich selig umfangen | 夜幕低垂，皓月當空， 在此兩顆心，因愛而結合， 相互依偎，相互擁抱。[1] |
這首行板樂章的兩大主題——降A大調與降D大調交替呈現，或正象徵詩中「跳動的雙心」。樂章尾聲，音樂漸弱似將終結，卻突然轉入慢速三拍段落：以極弱奏（ppp）配合弱音踏板開啟，最終推向強烈而狂喜的高潮，並以第一主題再現作結。此樂章體現了漸進調性手法，結束於降D大調而非起始的降A大調。

### 第三樂章
本樂章採用詼諧曲與三重奏（Scherzo and Trio）結構，以f小調開場，並引用了孟德爾頌《第2號鋼琴三重奏
》終樂章的主題動機。與詼諧曲的激烈動盪形成對比，降D大調的三重奏段落轉為寧靜抒情風格，其低音聲部同樣暗藏貝多芬的「命運動機」。樂章尾聲處，三重奏重現詼諧曲開頭素材，並完整再現詼諧曲段落作結。

### 第四樂章
此樂章標記為間奏曲（Intermezzo），並附標題「Rückblick」（直譯為「回望」）。它以第二樂章初始主題變奏展開，但轉為降b小調。如同首樂章與第三樂章，貝多芬的「命運動機」在此同樣扮演重要角色，貫穿全曲。

### 第五樂章
作為終曲，本樂章採用F小調輪旋曲式（Rondo），透過多個相互交織的樂念，最終推向技巧絢爛的輝煌尾聲。特別值得注意的是，第一插部以布拉姆斯終生摯友約瑟夫·姚阿幸（Joseph Joachim）的個人音樂密碼「F–A–E」動機開場（代表德文「Frei aber einsam」，意即「自由但孤獨」）。第二插部（降D大調）則以F、降E、降D、降A四個音為核心，發展出後續豐富的音樂素材。與布拉姆斯的第二號鋼琴奏鳴曲相同，本奏鳴曲終樂章同樣結束於平行大調（F大調），為全曲畫下光明昇華的句點。

## 外部連結
- Piano Sonata No. 3 (Brahms)：国际乐谱典藏计划上的乐谱
- YouTube上的Performance, Pianist Radu Lupu
- YouTube上的Animated Score, Pianist Radu Lupu